# Robert Dingl
Robert Josef Helge Brolin Dingl (ur. 3 listopada 1976) – szwedzki szpadzista, brązowy medalista mistrzostw świata.
Podczas mistrzostw świata w Hawanie w 2003 roku Szwedzi w składzie: Fredrik Nilsson, Robert Dingl, Péter Vánky i Magnus Malmgren zdobyli brązowy medal w zawodach drużynowych. W rywalizacji indywidualnej zajął tam 28. miejsce. Był też między innymi szósty drużynowo na mistrzostwach świata w Lizbonie w 2002 roku.
Ponadto zdobył brązowy medal w turnieju drużynowym na mistrzostwach Europy w Kopenhadze w 2004 roku.
Nigdy nie wziął udziału w igrzyskach olimpijskich.